# Приморский (Карелия)
Примо́рский — посёлок в Лоухском районе Республики Карелия. Входит в состав Малиновараккского сельского поселения.

## География
Посёлок находится на севере республики, на восточном берегу Кандалакшского залива Белого моря, на расстоянии 15 км от железнодорожной станции Пояконда, и 53 км к северу от посёлка городского типа Лоухи, административного центра района. Площадь посёлка — 15 га.

## Население
| 2002 | 2009 | 2010 | 2013 |
| ---- | ---- | ---- | ---- |
| 3    | ↘1   | ↘0   | →0   |

## Инфраструктура
В посёлке находится Беломорская биологическая станция им. Н. А. Перцова биологического факультета МГУ им. М. В. Ломоносова.

## Транспорт
Водный и автомобильный транспорт. Автозимник Пояконда — Приморский. Водным путём можно добраться только в период навигации.